# Feliciano Monti
Feliciano Monti (19. prosince 1902, Fratta Polesine, Italské království – 16. června 1990, Padova, Itálie) byl italský fotbalový útočník.
Fotbalovou kariéru začal v Padově, kde strávil celkem 11 sezon od roku 1919 až 1936. V roce 1927 přestoupil do Turína kde získal svůj jediný titul v lize a to v sezoně 1927/28. Kariéru ukončil v roce 1936 když s Padovou hrál třetí ligu.
Za reprezentaci odehrál 3 utkání. První utkání bylo 3. března 1923 proti Maďarsku (0:0). Byl v nominaci na OH 1924.

## Hráčská statistika
| Sezóna  | Klub    | Liga         | Liga   | Liga | Ligové poháry | Ligové poháry | Ligové poháry | Kontinentální poháry | Kontinentální poháry | Kontinentální poháry | Celkem | Celkem |
| Sezóna  | Klub    | Soutěž       | Zápasy | Góly | Soutěž        | Zápasy        | Góly          | Soutěž               | Zápasy               | Góly                 | Zápasy | Góly   |
| ------- | ------- | ------------ | ------ | ---- | ------------- | ------------- | ------------- | -------------------- | -------------------- | -------------------- | ------ | ------ |
| 1919/20 | Padova  | 1. Kategorie | 19     | 4    | -             | 0             | 0             | -                    | 0                    | 0                    | 19     | 4      |
| 1920/21 | Padova  | 1. Kategorie | 2      | 3    | -             | 0             | 0             | -                    | 0                    | 0                    | 2      | 3      |
| 1921/22 | Padova  | 1. Kategorie | 12     | 1    | -             | 0             | 0             | -                    | 0                    | 0                    | 12     | 1      |
| 1922/23 | Padova  | 1. Divize    | 10     | 9    | -             | 0             | 0             | -                    | 0                    | 0                    | 10     | 9      |
| 1923/24 | Padova  | 1. Divize    | 17     | 2    | -             | 0             | 0             | -                    | 0                    | 0                    | 17     | 2      |
| 1924/25 | Padova  | 1. Divize    | 14     | 4    | -             | 0             | 0             | -                    | 0                    | 0                    | 14     | 4      |
| 1925/26 | Padova  | 1. Divize    | 20     | 7    | -             | 0             | 0             | -                    | 0                    | 0                    | 20     | 7      |
| 1926/27 | Padova  | 1. Divize    | 17     | 7    | -             | 0             | 0             | -                    | 0                    | 0                    | 17     | 7      |
| 1927/28 | Turín   | 1. Divize    | 24     | 2    | -             | 0             | 0             | -                    | 0                    | 0                    | 24     | 2      |
| 1928/29 | Turín   | 1. Divize    | 24     | 3    | -             | 0             | 0             | -                    | 0                    | 0                    | 24     | 3      |
| 1929/30 | Turín   | Serie A      | 29     | 1    | -             | 0             | 0             | -                    | 0                    | 0                    | 29     | 1      |
| 1930/31 | Turín   | Serie A      | 33     | 2    | -             | 0             | 0             | -                    | 0                    | 0                    | 33     | 2      |
| 1931/32 | Turín   | Serie A      | 23     | 0    | -             | 0             | 0             | -                    | 0                    | 0                    | 23     | 0      |
| 1932/33 | Turín   | Serie A      | 28     | 5    | -             | 0             | 0             | -                    | 0                    | 0                    | 28     | 5      |
| 1933/34 | Padova  | Serie A      | 29     | 3    | -             | 0             | 0             | -                    | 0                    | 0                    | 29     | 3      |
| 1934/35 | Padova  | Serie B      | 16     | 0    | -             | 0             | 0             | -                    | 0                    | 0                    | 16     | 0      |
| 1935/36 | Padova  | Serie C      | 3      | 0    | -             | 0             | 0             | -                    | 0                    | 0                    | 3      | 0      |
| Celkově | Celkově | Celkově      | 320    | 53   | -             | 0             | 0             | -                    | 0                    | 0                    | 320    | 53     |

## Hráčské úspěchy

### Klubové
- 1× vítěz italské ligy (1927/28)

### Reprezentační
- 1× účast na Letních olympijských hrách (1924)